# Турицы
Турицы — деревня в центральной части Порховского района Псковской области. Входит в состав сельского поселения «Туготинская волость».
Расположена в 12 км к юго-западу от города Порхов и в 2 км к востоку от волостного центра Туготино.
Численность населения составляет 38 жителей (2000 год).